# Потенціал Морзе
Потенціал Морзе — модельна формула, що описує потенціальну енергію міжатомної взаємодії. Названа на честь фізика Філіпа Морзе, ця формула з успіхом застосоювується при моделюванні двоатомної молекули. Наближення Морзе для визначення коливальної структури молекули краще, ніж квантовий осцилятор, оскільки воно точно враховує ефекти розриву зв'язків у молекулі, такі, як наприклад, існування незв'язаних станів. Також враховується ангармонізм для реальних зв'язків в молекулі і ненульова ймовірність переходу для вищих гармонік та комбінаційних частот. Потенціал Морзе також може використуватись для моделювання взаємодії між атомом і поверхнею.

## Вигляд потенціалу

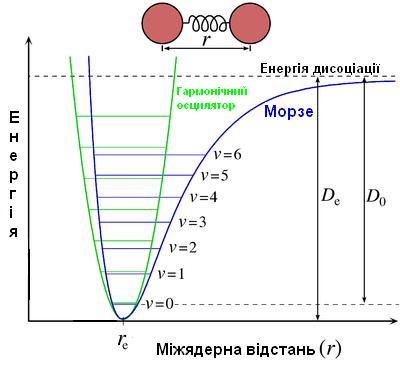

Потенціал Морзе має такий вигляд:
{\displaystyle V(r)=D_{e}(1-e^{-a(r-r_{e})})^{2}}
Тут {\displaystyle r} — відстань між атомами, {\displaystyle r_{e}} — відстань рівноважного стану, {\displaystyle D_{e}} — «глибина ями» (визначена відносно дисоційованих атомів), а {\displaystyle a} задає «ширину» потенціалу (чим менше {\displaystyle a}, тим більша яма). Енергію дисоціації можна знайти віднявши енергію найнижчого стану від глибини ями. «Жорсткість» зв'язку в молекулі {\displaystyle k_{e}} може бути обчислена із розкладу в ряд Тейлора потенціалу поблизу {\displaystyle r=r_{e}} (другий коефіцієнт в розкладі), звідки можна бачити що
{\displaystyle a={\sqrt {k_{e}/2D_{e}}}}
У випадку моделювання взаємодії атома з поверхнею цей потенціал записують так:
{\displaystyle V(r)-D_{e}=D_{e}(e^{-2a(r-r_{e})}-2e^{-a(r-r_{e})})}